# Thibaut Ruggeri
Pour les articles homonymes, voir Ruggeri.
Thibaut Ruggeri, né le 5 septembre 1980 à Megève (Haute-Savoie), est un chef cuisinier français, chef du restaurant étoilé Fontevraud le Restaurant. En 2013, il est vainqueur du Bocuse d’or.
Haut-savoyard originaire de Megève, c’est à 14 ans qu’il décide d'être cuisiner. Il part travailler successivement aux côtés de Michel Guérard aux Prés d’Eugénie, Georges Blanc au Splendid, Michel Kayser à l’Alexandre, puis au Taillevent à Paris avec Jean-Claude Vrinat et Alain Solivérès, avant de rejoindre les ateliers de la création de la Maison Lenôtre en 2007.
En 2014 Thibaut Ruggeri devient chef de cuisine exécutif de Fontevraud le Restaurant au sein de l'abbaye royale de Fontevraud. En 2017, l'établissement obtient une étoile au Guide Michelin.